# Цихорский, Владислав
Владислав Роман Цихорский, прозвище «Замечек» (пол. Władysław Roman Cichorski; 1822—1876) — польский националист, революционер. Активный участник Польского восстания 1863 года. Полковник повстанческих войск.

## Биография до восстания
Родился Владислав Роман Цихорский 27 февраля 1822 года в Калише, (Калишское воеводство, Царство Польское, Российская империя) в семье помещика и государственного служащего Винцента Цихорского (1792—1856) и его жены Эмилии Запольской. Учился сначала в Варшавской гимназии, затем в Агрономическом институте уже в пригороде Варшавы. С 1854 по 1861 годы работал клерком в «Государственной комиссии по доходам и сборам», не участвуя ни в какой деятельности подпольных польских организаций.
Однако в 1861 году Цихорский, уволившись с работы, переехал на новое место службы в качестве геодезиста в Тыкоцин, где присоединился к местному подпольному кружку, входящему в состав Центрального национального комитета.

## Участие в Восстании 1863 года
10 (22) января 1863 года, получив звание полковника повстанческих войск, Цихорский во главе отряда, в основном состоящего из представителей малоземельной шляхты и насчитывавшего около 50 человек, без боя занял местечко Высоке-Мазовецке, затем, получив пополнение добровольцами, 12 (24) января его отряд занял Тыкоцин.
После чего 15 (27) января отрядом Владислава Цихорского занят железнодорожный вокзал в Чижеве, однако попытка овладеть всем местечком была для Чичорского неудачной, и уже 16 (28) января он с потерями оставил железнодорожный вокзал. 17 (29) января, однако, мятежники Цихорского заняли местечко Цехановец, где получили значительное пополнение людьми и боеприпасами, а численность отряда увеличилась до 800 человек. Мятежники оставили местечко 21 января (2 февраля) 1863 под натиском регулярных войск. После чего отряд Цихорского по приказу Национального правительства пошел на соединение с отрядом Романа Рогинского и занял Семятичи 23 января (4 февраля) 1863 года.
Однако после ожесточенных боев за город с регулярными войсками вечером 26 января (7 февраля) Цихорский с остатками своего отряда отступил в Белую пущу, где стал лагерем. Там, однако, 15 (27) февраля 1863 года его отряд был атакован регулярными войсками у деревни Пшетич, вновь понёс значительные потери и был вынужден отступить на следующий день в направлении Пултуска, преследуемый много превосходящими силами регулярных войск.
Там, 18 февраля (2 марта) 1863 года, Владислав Цихорский передал командование отрядом Зыгмунту Падлевскому, а сам остался в отряде в качестве рядового бойца, участвуя в боестолкновениях с регулярными войсками под Домбровами 24 февраля (8 марта), Мышковицами 25 февраля (9 марта) и Хожелем 3 (15) марта 1863 года. Однако 9 (21) марта 1863 года отряд был практически разбит регулярными войсками у местечка Радзанов, после чего Цихорский бежал в Пруссию.
В начале октября 1863 года Цихорский вернулся в зону, охваченную восстанием, и опять же в качестве рядового бойца присоединился к отряду Стефана Селеки. Однако 2 (14) октября 1863 года мятежники Селеки, в числе которых был и Цихорский, потерпели серьезное поражение в бою под Осовкой. После этого Цихорский вновь вернулся в Пруссию и более участия в восстании не принимал.

## После восстания
После повторного бегства в Пруссию Владислав Цихорский все же был арестован местной полицией. В начале 1864 года приговорен к нескольким годам заключения в крепости в местечке Кульм. Однако в начале 1866 года Цихорскому удалось совершить удачный побег и тайно проникнуть во Францию. В составе Польских легионов принимал активное участие в Франко-прусской войне (1870—1871). Поддержал режим Парижской коммуны, однако после его падения был вынужден из-за угрозы ареста бежать в Объединённое княжество Валахии и Молдавии, где он работал железнодорожником.
Однако в начале 1875 года Цихорский переехал в Австро-Венгрию. Там он поселился в городе Станиславов и работал в сфере пищевой промышленности.
8 июня 1876 года Владислав Цихорский покончил с собой, застрелившись в своем доме в Станиславове.